# Google Nexus One
Google Nexus One - primul smartphone din seria Nexus proiectat de gigantul Google și asamblat de compania HTC. A fost primul telefon care lucra pe sistemul de operare Android 2.1, pe 28 iunie 2010 a fost primul care a primit updatarea Android 2.2 iar în februarie 2011 versiunea Android 2.3.3. Actualmente e disponibil cu Android 2.3.6 Gingerbread. Spre deosebire de succesorul său Nexus S, Nexus One așa și nu va primi noul sistem de operare Android 4.0. Telefonul se vinde sub marca comercială Google. Se presupunea că telefonul va fi comercializat și sub numele HTC însă cei de la HTC și-au lansat propriul produs geamăn HTC Desire(Bravo), care are unele deosebiri față de Nexus One, un senzor optic în loc de Trackball și 576 MB RAM. Modelul Nexus One a fost lansat în primul rând pentru a stimula piața de smartphonuri introducând o nouă ștachetă, profitul rămânând pe planul secund. La acel moment nu erau planificate alte modele însă la finele anului 2010 pe 16 decembrie a ieșit noul Nexus S de această dată asamblat de cei de la Samsung.

## Caracteristici tehnice
- Sistem de operare: Android 2.3.6 (Gingerbread)
- Procesor: Qualcomm Snapdragon (QSD 8250) 1 GHz
- RAM: 512 MB
- ROM: 512 MB
- Dimensiune: 119 х 59,8 х 11,5 mm
- Masa: 130 g
- Ecran: 3,7" AMOLED, WVGA
- Rețele: UMTS/HSDPA: (7,2 Мb/s); HSUPA: (2 Мb/s) 900/1700/2100 MHz; GSM/EDGE: 800/900/1800/1900 MHz
- Bluetooth:: Bluetooth 2.1 + EDR
- WiFi: 802.11 b/g
- Baterie: Li-Ion 1400 mAh
- GPS: GPS/AGPS
- Busolă digitală
- Cameră: 5-MP, cu autofocus și blitz
- Conectoare: micro-USB, mini-jack 3,5-mm
- Sloturi: MicroSD (până la 32 GB)